# Элферс (Флорида)
Элферс (англ. Elfers) — статистически обособленная местность, расположенная в округе Паско (штат Флорида, США) с населением в 13 161 человек по статистическим данным переписи 2000 года.

## География
По данным Бюро переписи населения США статистически обособленная местность Элферс имеет общую площадь в 9,06 квадратных километров, водных ресурсов в черте населённого пункта не имеется.
Статистически обособленная местность Элферс расположена на высоте 12 м над уровнем моря.

## Демография
По данным переписи населения 2000 года в Элферсe проживало 13 161 человек, 3563 семьи, насчитывалось 5701 домашнее хозяйство и 6482 жилых дома. Средняя плотность населения составляла около 1452,65 человек на один квадратный километр. Расовый состав населённого пункта распределился следующим образом: 95,19 % белых, 0,96 % — чёрных или афроамериканцев, 0,38 % — коренных американцев, 0,91 % — азиатов, 0,03 % — выходцев с тихоокеанских островов, 1,60 % — представителей смешанных рас, 0,93 % — других народностей. Испаноговорящие составили 4,52 % от всех жителей статистически обособленной местности.
Из 5701 домашних хозяйств в 23,3 % воспитывали детей в возрасте до 18 лет, 47,6 % представляли собой совместно проживающие супружеские пары, в 11,1 % семей женщины проживали без мужей, 37,5 % не имели семей. 31,4 % от общего числа семей на момент переписи жили самостоятельно, при этом 20,0 % составили одинокие пожилые люди в возрасте 65 лет и старше. Средний размер домашнего хозяйства составил 2,23 человек, а средний размер семьи — 2,77 человек.
Население статистически обособленной местности по возрастному диапазону по данным переписи 2000 года распределилось следующим образом: 20,1 % — жители младше 18 лет, 5,4 % — между 18 и 24 годами, 24,5 % — от 25 до 44 лет, 19,3 % — от 45 до 64 лет и 30,7 % — в возрасте 65 лет и старше. Средний возраст жителей составил 45 лет. На каждые 100 женщин в Элферсe приходилось 82,7 мужчин, при этом на каждые сто женщин 18 лет и старше приходилось 79,4 мужчин также старше 18 лет.
Средний доход на одно домашнее хозяйство статистически обособленной местности составил 28 998 долларов США, а средний доход на одну семью — 31 735 долларов. При этом мужчины имели средний доход в 27 536 долларов США в год против 21 595 долларов среднегодового дохода у женщин. Доход на душу населения статистически обособленной местности составил 28 998 долларов в год. 10,6 % от всего числа семей в населённом пункте и 12,9 % от всей численности населения находилось на момент переписи населения за чертой бедности, при этом 17,1 % из них были моложе 18 лет и 10,8 % — в возрасте 65 лет и старше.